# 白符站
白符站（日语：／ Shirafu eki */?）是位於北海道松前郡福島町字白符的北海道旅客鐵道（JR北海道）松前線的鐵路站。在1988年停用。
車站名稱源自阿伊努語的「cir-o-p」（鳥很多的地方）。

## 車站構造
- 單式月台1面1線。不可列車交會。
- 無人站

## 車站週邊
- 國道228號
- 福島町立白符小學（已關閉） （页面存档备份，存于）
- 白符簡單郵局

## 历史
- 1957年（昭和32年）1月25日 - 開設為日本國有鐵道之車站。客運站。
- 1987年（昭和62年）4月1日 - 因國鐵分割民營化，本站成為北海道旅客鐵道的車站。
- 1988年（昭和63年）2月1日 -  松前線停運，本站也成為廢站。

## 相鄰車站
北海道旅客鐵道
松前線
渡島福島－白符－渡島吉岡

## 相關項目
- 日本鐵路車站列表

1. ↑  北海道庁.  (PDF). 北海道庁.   [2017-08-16]. （原始内容存档 (PDF)于2018-04-17）.